# Monsteroux-Milieu
Monsteroux-Milieu település Franciaországban, Isère megyében. Lakosainak száma 782 fő (2022. január 1.). Monsteroux-Milieu Vernioz, Assieu, Chalon és Montseveroux községekkel határos.

## Népesség
A település népességének változása:
| Lakosok száma | 228  | 318  | 444  | 684  | 778  | 785  | 792  | 797  | 797  | 782  |
|               | 1968 | 1982 | 1990 | 2006 | 2013 | 2015 | 2017 | 2019 | 2020 | 2022 |